# Quem Quer Namorar com o Agricultor? (1.ª temporada)
A primeira temporada de Quem Quer Namorar com o Agricultor? estreou a 10 de março e terminou a 7 de junho de 2019 na SIC, com a apresentação de Andreia Rodrigues. É uma adaptação do formato britânico Farmer Wants a Wife.

## Emissão
| Programa | Emissão            | Apresentação      |
| -------- | ------------------ | ----------------- |
| Episódio | Domingos - 21h30   | Andreia Rodrigues |
| Diário   | Dias úteis - 19h15 | Andreia Rodrigues |

## Resumo

### Episódios
| Resumo | Resumo | Episódios | Episódios          | Originalmente exibido | Originalmente exibido |
| Resumo | Resumo | Episódios | Episódios          | Estreia da temporada  | Final da temporada    |
| ------ | ------ | --------- | ------------------ | --------------------- | --------------------- |
|        | 1      | 13        | 11                 | 10 de março de 2019   | 19 de maio de 2019    |
| 2      | 1      | 13        | 26 de maio de 2019 | 2 de junho de 2019    |                       |

### Diários
| Resumo | Resumo | Episódios | Episódios          | Originalmente exibido | Originalmente exibido |
| Resumo | Resumo | Episódios | Episódios          | Estreia da temporada  | Final da temporada    |
| ------ | ------ | --------- | ------------------ | --------------------- | --------------------- |
|        | 1      | 53        | 45                 | 10 de março de 2019   | 19 de maio de 2019    |
| 3      | 1      | 53        | 28 de maio de 2019 | 31 de maio de 2019    |                       |
| 5      | 1      | 53        | 3 de junho de 2019 | 2 de junho de 2019    |                       |

## Episódios
| 1           | 1  | "Episódio 1"  | 10 de março de 2019 | 31,4% |
| 2           | 2  | "Episódio 2"  | 17 de março de 2019 | 28,3% |
| 3           | 3  | "Episódio 3"  | 24 de março de 2019 | 31,0% |
| 4           | 4  | "Episódio 4"  | 31 de março de 2019 | 25,6% |
| 5           | 5  | "Episódio 5"  | 7 de abril de 2019  | 26,4% |
| 6           | 6  | "Episódio 6"  | 14 de abril de 2019 | 27,0% |
| 7           | 7  | "Episódio 7"  | 21 de abril de 2019 | 26,0% |
| 8           | 8  | "Episódio 8"  | 28 de abril de 2019 | 24,2% |
| 9           | 9  | "Episódio 9"  | 5 de maio de 2019   | 24,7% |
| 10          | 10 | "Episódio 10" | 12 de maio de 2019  | 22,5% |
| 11          | 11 | "Episódio 11" | 19 de maio de 2019  | 27,0% |
| A Cerimónia |    |               |                     |       |
| 12          | 1  | "Episódio 1"  | 26 de maio de 2019  | 22,0% |
| 13          | 2  | "Episódio 2"  | 2 de junho de 2019  | 26,1% |

## Diários
| 1           | 1  | "Diário 1"   | 11 de março de 2019 | ASD |
| 2           | 2  | "Diário 2"   | 12 de março de 2019 | ASD |
| 3           | 3  | "Diário 3"   | 13 de março de 2019 | ASD |
| 4           | 4  | "Diário 4"   | 14 de março de 2019 | ASD |
| 5           | 5  | "Diário 5"   | 15 de março de 2019 | ASD |
| 6           | 6  | "Diário 6"   | 18 de março de 2019 | ASD |
| 7           | 7  | "Diário 7"   | 19 de março de 2019 | ASD |
| 8           | 8  | "Diário 8"   | 20 de março de 2019 | ASD |
| 9           | 9  | "Diário 9"   | 21 de março de 2019 | ASD |
| 10          | 10 | "Diário 10"  | 22 de março de 2019 | ASD |
| 11          | 11 | "Diário 11"  | 25 de março de 2019 | ASD |
| 12          | 12 | "Diário 12"  | 26 de março de 2019 | ASD |
| 13          | 13 | "Diário 13"  | 27 de março de 2019 | ASD |
| 14          | 14 | "Diário 14"  | 28 de março de 2019 | ASD |
| 15          | 15 | "Diário 15"  | 29 de março de 2019 | ASD |
| 16          | 16 | "Diário 16"  | 1 de abril de 2019  | ASD |
| 17          | 17 | "Diário 17"  | 2 de abril de 2019  | ASD |
| 18          | 18 | "Diário 18"  | 3 de abril de 2019  | ASD |
| 19          | 19 | "Diário 19"  | 4 de abril de 2019  | ASD |
| 20          | 20 | "Diário 20"  | 5 de abril de 2019  | ASD |
| 21          | 21 | "Diário 21"  | 8 de abril de 2019  | ASD |
| 22          | 22 | "Diário 22"  | 9 de abril de 2019  | ASD |
| 23          | 23 | "Diário 23"  | 10 de abril de 2019 | ASD |
| 24          | 24 | "Diário 24"  | 12 de abril de 2019 | ASD |
| 25          | 25 | "Diário 25"  | 15 de abril de 2019 | ASD |
| 26          | 26 | "Diário 26"  | 16 de abril de 2019 | ASD |
| 27          | 27 | "Diário 27"  | 17 de abril de 2019 | ASD |
| 28          | 28 | "Diário 28"  | 22 de abril de 2019 | ASD |
| 29          | 29 | "Diário 29"  | 23 de abril de 2019 | ASD |
| 30          | 30 | "Diário 30"  | 24 de abril de 2019 | ASD |
| 31          | 31 | "Diário 31"  | 25 de abril de 2019 | ASD |
| 32          | 32 | "Diário 32"  | 26 de abril de 2019 | ASD |
| 33          | 33 | "Diário 33"  | 29 de abril de 2019 | ASD |
| 34          | 34 | "Diário 34"  | 30 de abril de 2019 | ASD |
| 35          | 35 | "Diário 35"  | 1 de maio de 2019   | ASD |
| 36          | 36 | "Diário 36"  | 3 de maio de 2019   | ASD |
| 37          | 37 | "Diário 37"  | 6 de maio de 2019   | ASD |
| 38          | 38 | "Diário 38"  | 7 de maio de 2019   | ASD |
| 39          | 39 | "Diário 39"  | 8 de maio de 2019   | ASD |
| 40          | 40 | "Diário 40"  | 10 de maio de 2019  | ASD |
| 41          | 41 | "Diário 41"  | 13 de maio de 2019  | ASD |
| 42          | 42 | "Diário 42"  | 14 de maio de 2019  | ASD |
| 43          | 43 | "Diário 43"  | 15 de maio de 2019  | ASD |
| 44          | 44 | "Diário 44"  | 16 de maio de 2019  | ASD |
| 45          | 45 | "Diário 45"  | 17 de maio de 2019  | ASD |
| A Cerimónia |    |              |                     |     |
| 46          | 1  | "Diário 46"  | 28 de maio de 2019  | ASD |
| 47          | 2  | "Diário 47"  | 30 de maio de 2019  | ASD |
| 48          | 3  | "Diário 48"  | 31 de maio de 2019  | ASD |
| Especial    |    |              |                     |     |
| 49          | 1  | "Programa 1" | 3 de junho de 2019  | ASD |
| 50          | 2  | "Programa 2" | 4 de junho de 2019  | ASD |
| 51          | 3  | "Programa 3" | 5 de junho de 2019  | ASD |
| 52          | 4  | "Programa 4" | 6 de junho de 2019  | ASD |
| 53          | 5  | "Programa 5" | 7 de junho de 2019  | ASD |

## Audiências
Na estreia ,"Quem Quer Namorar com o Agricultor?" foi líder absoluto de audiências, tendo-se sobrepondo à concorrência no primeiro dia de exibição na SIC. Com 15,3% de audiência média e 31,4% de share, teve uma audiência de 1 milhão e 482 mil espectadores em média. No seu melhor momento chegou aos 18,2%/35,9%. O novo formato conseguiu ultrapassar a estreia do "Quem Quer Casar com o meu Filho?" da TVI e um episódio de "Famílias Frente a Frente" da RTP1.
Depois da estreia na liderança das audiências, o programa chegou um dia depois à SIC em versão ‘Diário’. Tal como aconteceu no programa de domingo, esta versão também foi líder absoluta de audiências no período, ultrapassando a concorrência "O Preço Certo" e o "Apanha se Puderes". O programa deu à SIC um rating de 9,8% com um share fixado nos 23,8%. No dia seguinte, o programa bateu novo recorde da versão ‘Diário’. Em termos médios fixou a SIC nos 10,1% de rating com 25,2% de quota média de mercado na faixa de acesso ao horário nobre, na liderança.
Na primeira gala de decisões, dia 17 de março (uma semana após a estreia) manteve a liderança destacada. Com o primeiro lugar assegurado da tabela, fixou-se na fasquia dos 13,2% de audiência média com 28,3% de share no período.
A 'Decisão Final' da primeira temporada foi emitida a 19 de Maio e liderou audiências de uma forma isolada. Com 12,9% de rating e 27% de share, esta conseguiu uma média de 1 milhão e 248 mil espectadores. 

## Agricultores

### João Menezes
31 anos, Montemor-o-Novo. João licenciou-se em engenharia mecânica para depois se render à vocação e tirar a licenciatura em agronomia. Natural do Funchal, o jovem madeirense estabeleceu-se em Montemor-o-Novo com o objectivo de se dedicar à vida rural, tendo comprado o próprio monte. Para conseguir subsistir e investir no seu monte, trabalha como gestor agrícola de uma herdade da região. Considera-se um homem romântico e aprecia mulheres com atitude e presença. Para João, as bases de uma boa relação são: confiança, cumplicidade, respeito e amizade.

### Filipe Camejo
50 anos, Guarda. Filipe é natural de Cascais, já viveu nos Estados Unidos, Grã-Bretanha e Espanha para, no último ano, se estabelecer na zona da Guarda a cuidar de uma propriedade da família com cerca de 250 hectares. É pai solteiro e a filha, Francisca, tem 13 anos. Começa o dia bem cedo, pelas 5h30, e divide-se entre a gestão da propriedade, o seu escritório em Espanha e a rotina diária da filha. É apaixonado por cavalos e partilha o gosto com a filha, que pratica hipismo. Procura uma mulher segura, aventureira e disposta a partilhar esta aventura no campo.

### Ivo Pires
38, Vinhais. Criador de animais, Ivo também é artesão e faz trabalhos em madeira. Vive com a mãe e o padrasto. Assume-se como um romântico, tímido e de gostos simples. Por um amor já trocou o campo por Lisboa mas acabou por regressar sozinho. Gosta de mulheres simples e carinhosas que também gostem da vida no campo. Ivo sonha encontrar “a outra metade do seu coração” e ser pai. A opinião da mãe tem um grande peso nas suas decisões.

### João Bettencourt
21 anos, Graciosa, Açores. João é um jovem empresário agrícola de 21 anos que gere o negócio da família. É proprietário de várias parcelas onde as suas vacas passam o dia a pastar. Dedica-se à produção de leite e está a iniciar-se no negócio da venda de queijadas. O seu dia a dia divide-se entre ordenhas, entrega de leite à fábrica e gestão do negócio. O João não se apaixona facilmente mas depois de sentir cumplicidade luta pelas suas relações. A família é muito próxima e todos apoiam esta participação do João, principalmente a irmã Inês de 18 anos.

### João Neves
47 anos, Elvas. João é natural de Elvas, conselho de Portalegre, e é administrador de herdade. É da sua responsabilidade tanto o trabalho com os animais como o trabalho de cultivo. Os seus dias começam muito cedo, pelas 5h30, e para ele não há melhor que o ar do campo e a companhia dos animais. Vive sozinho no seu monte e procura uma mulher carinhosa, simples, alegre e, principalmente, fiel e verdadeira!

## Candidatas

### Raissa Sandes
27 anos, Lisboa. Raissa é advogada. Não tem filhos, mas quer muito ter (e vários), e diz-se uma mulher decidida, em constante evolução e dona de uma fé inabalável. Procura um homem sério e com sentido de humor.

### Soraia Araújo
40 anos, Lisboa. Foi assistente social e abandonou porque se emocionava muito com as histórias de vida. Foi a "Tiazinha" portuguesa e esteve nos Acorrentados. Foi modelo para a Playboy.

### Patrícia Santos
27 anos, Olivais. Patrícia é lojista e modelo plus size. Quer ter dois filhos. Considera-se uma mulher romântica, sempre bem disposta e muito ciumenta. É orgulhosa e não gosta de dar o braço a torcer. Procura um homem atencioso e à sua imagem. Diz que nunca teve muita sorte no amor e quer conhecer uma pessoa nova que partilhe o amor pelo campo. Gosta de ter toda a atenção: precisa que mostrem que gostam dela.

### Ângel Magalhães
45 anos, Torres Vedras. É escritora, poetisa e cantora. Viveu 30 anos em França, tem 45 anos mas costuma dizer que tem 39 e tem 3 filhos. Quer encontrar o grande amor da sua vida: acredita que é agora ou nunca.

### Inês Martins
37 anos, Estremoz. Inês é empresária e viveu em Lisboa até aos 8 anos, altura em que foi para o Alentejo É solteira e está separada há cerca de 3 anos. Tem um filho adotivo de 14 anos, mas também um biológico de 11. Fez desfiles de moda e dança a partir dos 18 anos: diz não conseguir viver sem música. Adora desportos radicais e o contacto com a natureza.

### Sandra Macedo
50 anos, Monchique. Sandra é fotógrafa, cresceu e viveu em Cascais, com passagem também por Londres. É divorciada e mudou-se para Monchique há 8 anos, vivendo numa quinta onde tem os seus 6 cães. Adora a vida no campo Tem 2 filhas, de 30 e 26 anos.

### Isabel Almeida
41 anos, Torres Vedras. Isabel é ajudante de ação educativa e tem uma filha de 18 anos. É divorciada e considera-se uma mulher forte, independente e que criou a filha sozinha. Quer ser surpreendida, especialmente por um piquenique romântico, dado gostar de coisas simples.

### Paula Lopes
26 anos, Algés. Paula é rececionista e procura um homem que cuide dela, fiel, companheiro e carinhoso Considera-se sensível, com personalidade e temperamento forte. Diz que contagia com a sua boa disposição

### Ana Paula Ferreira
52 anos, Aveiro. Ana Paula é advogada estagiária. Não tem filhos e nunca casou, apesar de ter tido uma relação de 11 anos muito marcante até há cerca de um ano. em uma enorme paixão por cavalos, mas não sabe montar e quer aprender. Quer encontrar um homem romântico, aventureiro e que goste de dançar e aproveitar as coisas boas da vida.

### Beatriz Mões
23 anos, São Domingos de Benfica. Beatriz é lojista. É uma mulher ciumenta, mas também simpática e divertida. Gosta de sair à noite e praticar desporto. Deseja ter 3 filhos.

### Susana Ferreira
47 anos, Santa Maria da Feira. Susana é relações públicas. Cresceu e viveu em França e na Suíça, sendo que só está em Portugal há 4 anos. Tem 1 filho de 20 anos. Voltou a casar com o mesmo homem e tornou a divorciar-se há relativamente pouco tempo. É uma mulher romântica e apaixonada e quer encontrar um homem com boas vibrações, generoso e apaixonado pela vida.

### Raquel Fernandes
22 anos, Portimão. Raquel é empregada de mesa mas neste momento está desempregada. Tem uma filha com 4 anos. Quer encontrar um companheiro de vida, alguém que a faça rir, gosta de um homem romântico, com bom coração.

### Liliana Leitão
29 anos, Atalaia. Desiludida com o amor, deixou de acreditar em milagres. No entanto, procura finalmente encontrar o homem da sua vida no programa. É uma romântica por natureza, mas também ciumenta. Gosta de fazer desporto (ginásio). Tem medo de animais de grande porte.

### Sara Silva
37 anos, Azeitão. A Sara é assistente de ação médica. Vem de uma família numerosa com 7 irmãos, e neste momento tem 3 filhas com 19, 14 e 11 anos e ainda gostava de ter mais. Acha-se aventureira e divertida, e gostava de encontrar um homem atencioso e cavalheiro, que a ensinasse a andar a cavalo.

### Tatiana Valério
28 anos, Almada. A Tatiana é administrativa numa empresa britânica. Esteve uns meses a viver em Londres e quando voltou decidiu estudar Direito. É vegetariana e fã de tatuagens. Dedica muito do seu tempo a cuidar dos seus animais de estimação, mas não vive sem o seu cão chihuahua que a acompanha para todo o lado, inclusive para a Herdade.

### Carla Martins
44 anos, Albufeira. É empregada de mesa mas atualmente está desempregada. É natural de Angola, mas cresceu na Quinta dos avós em Gouveia e por isso está habituada a viver no campo. Tem 4 filhos e 3 netos. É muito bem disposta e ambiciosa. Procura estabilidade num relacionamento com um homem sensível e atencioso.

### Raquel Mariano
27 anos, Coruche. É empregada de balcão no café da irmã. Considera-se aventureira e sem medo de arriscar. Aos 18 anos foi sozinha fazer um estágio à Finlândia, já andou de balão e quer saltar de pára-quedas. Numa relação diz ser muito liberal, sempre na base no respeito mútuo e na confiança. Gostava de encontrar alguém divertido e descontraído como ela.

### Liliane Dolores
34 anos, Portimão. É licenciada em Direito mas atualmente é empresária. É divorciada e tem 2 filhas com 14 e 4 anos. Considera-se determinada, lutadora e exigente e por isso gostava de encontrar alguém trabalhador e dedicado à família.

### Daniela Vieira
28 anos, Valongo. A Daniela é administrativa. Vive com o pai desde os 13 anos e até hoje mantêm uma relação muito próxima e unida. Considera-se uma pessoa justa e comunicativa e não tolera traições e mentiras. Diz que não há pessoa mais romântica do que ela e que desistir não faz parte do seu dicionário. Procura um homem trabalhador, sensível e cavalheiro para viver um amor à moda antiga.

## Escolhas dos Agricultores
| Agricultor       | Candidatas                                                       | Candidata escolhida pelo agricultor |
| ---------------- | ---------------------------------------------------------------- | ----------------------------------- |
| João Menezes     | Raissa Sandes Liliana Leitão Raquel Mariano Tatiana Valério      | Tatiana Valério                     |
| Filipe Camejo    | Inês Martins Soraia Araújo Sandra Macedo Sara Silva              | Inês Martins                        |
| Ivo Pires        | Patrícia Santos Susana Ferreira Raquel Fernandes Liliane Dolores | Patrícia Santos                     |
| João Neves       | Isabel Almeida Ângel Magalhães Ana Paula Ferreira Carla Martins  | Isabel Almeida                      |
| João Bettencourt | Beatriz Mões Paula Lopes Daniela Vieira                          | Beatriz Mões                        |